# Earth (album de Vangelis)
Pour les articles homonymes, voir Earth.
Albums de Vangelis O. Papathanassiou
Fais que ton rêve soit plus long que la nuit
(1972) L'Apocalypse des animaux
(1973)
Singles
1. Come On / He-O
Sortie : 1973

Earth est un album studio de Vangelis, crédité sous le nom de Vangelis O. Papathanassiou, sorti en 1973.

## Historique
Vangelis développe cet album alors que son groupe Aphrodite's Child vient de se séparer, après la sortie de 666. Vangelis veut explorer de nouveaux horizons. Il collabore alors avec le Français Robert Fitoussi (plus connu sous le nom de F. R. David).
Vangelis s'inspire ici de la musique de la Grèce antique notamment celles des Doriens. Le titre de l'album (« la Terre » en anglais) renvoie aux racines primitives du projet.

## 45 tours
Les titres Come On et He-O sont commercialisés sur un même 45 tours en 1973.

## Liste des titres
| 1. | Come on              | 2:09 |
| 2. | We Were All Uprooted | 6:51 |
| 3. | Sunny Earth          | 6:41 |
| 4. | He-O                 | 4:12 |

| 1. | Ritual              | 2:45 |
| 2. | Let It Happen       | 4:19 |
| 3. | The City            | 1:16 |
| 4. | My Face in the Rain | 4:23 |
| 5. | Watch Out           | 3:02 |
| 6. | A Song              | 3:28 |

## Crédits
- Vangelis Papathanassiou : compositeur, arrangeur, producteur, percussions, claviers, tabla, flûte et chœurs[5]
- Robert Fitoussi : chœurs, basse
- Didier Pitois : ingénieur du son
- Anargyros Koulouris : guitare, luth, chœurs
- Richelle Dassin : paroles (titres A2, A4, B2, B4, B6)
- Tony Kent : photographie